# Juan de Lugo y de Quiroga
Juan de Lugo y de Quiroga S.J. (Madrid, 25 de novembro de 1583 - Roma, 20 de agosto de 1660) foi um Cardeal espanhol da Igreja Católica, com o título de Cardeal-presbítero de  S. Stefano al Monte Celio e depois de S. Balbina, teólogo eminente e membro da Companhia de Jesus. Foi criado cardeal In Pectore no consistório de 13 de julho de 1643 pelo Papa Urbano VIII.

## Biografia
Lugo estuda na Universidade de Salamanca. Após a sua ordenação, foi professor de teologia, nomeadamente em Valladolid e Salamanca e no Colégio Romano de Roma. Ele dedica a publicação de seu trabalho teológico ao Papa Urbano VIII.
Ele foi criado cardeal em in pectore pelo Papa Urbano VIII durante o Consistório de 1643 de O primeiro é necessário, mas fesión metro incorretamente! de 13. Sua criação é publicada em 14 de dezembro de 1643. O cardeal Lugo participa do conclave de 1644, no qual Papa Inocêncio X é eleito e no conclave de 1655 (eleição do Papa Alexandre VII). Ele está trabalhando no Colégio dos Cardeais em 1657-1658. Lugo é um dos teólogos mais importantes dos tempos modernos e é um escritor prolífico sobre teologia dogmática e a relação entre direito e justiça, mas leva uma vida muito modesta entre os pobres de Roma. Ele também é conhecido como promotor da erva jesuíta (quinino) na medicina em Roma.

## Obras
1633 - De Incarnatione Domini
1633 - De sacramentis in genere

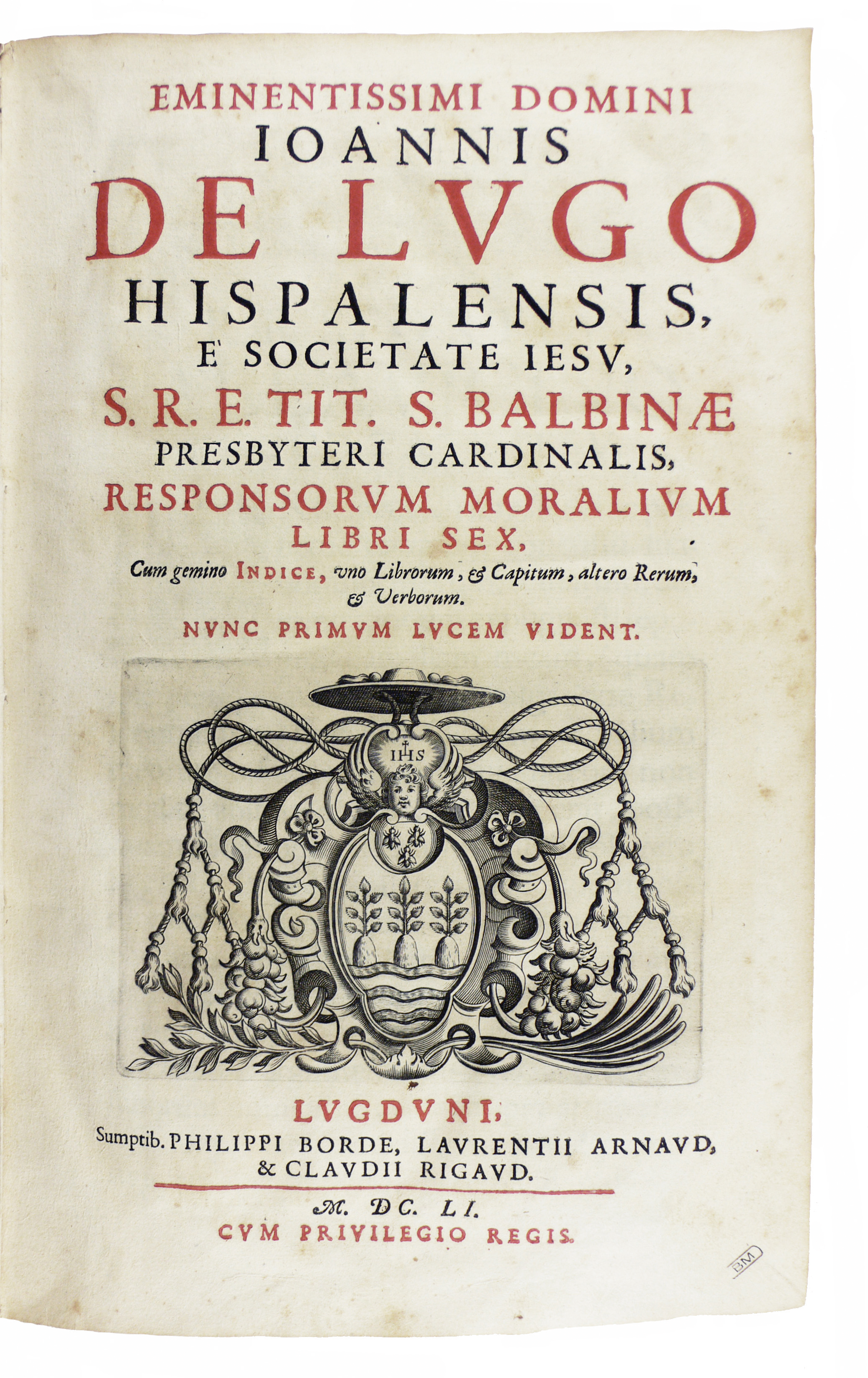
Responsorum moralium, 1651.

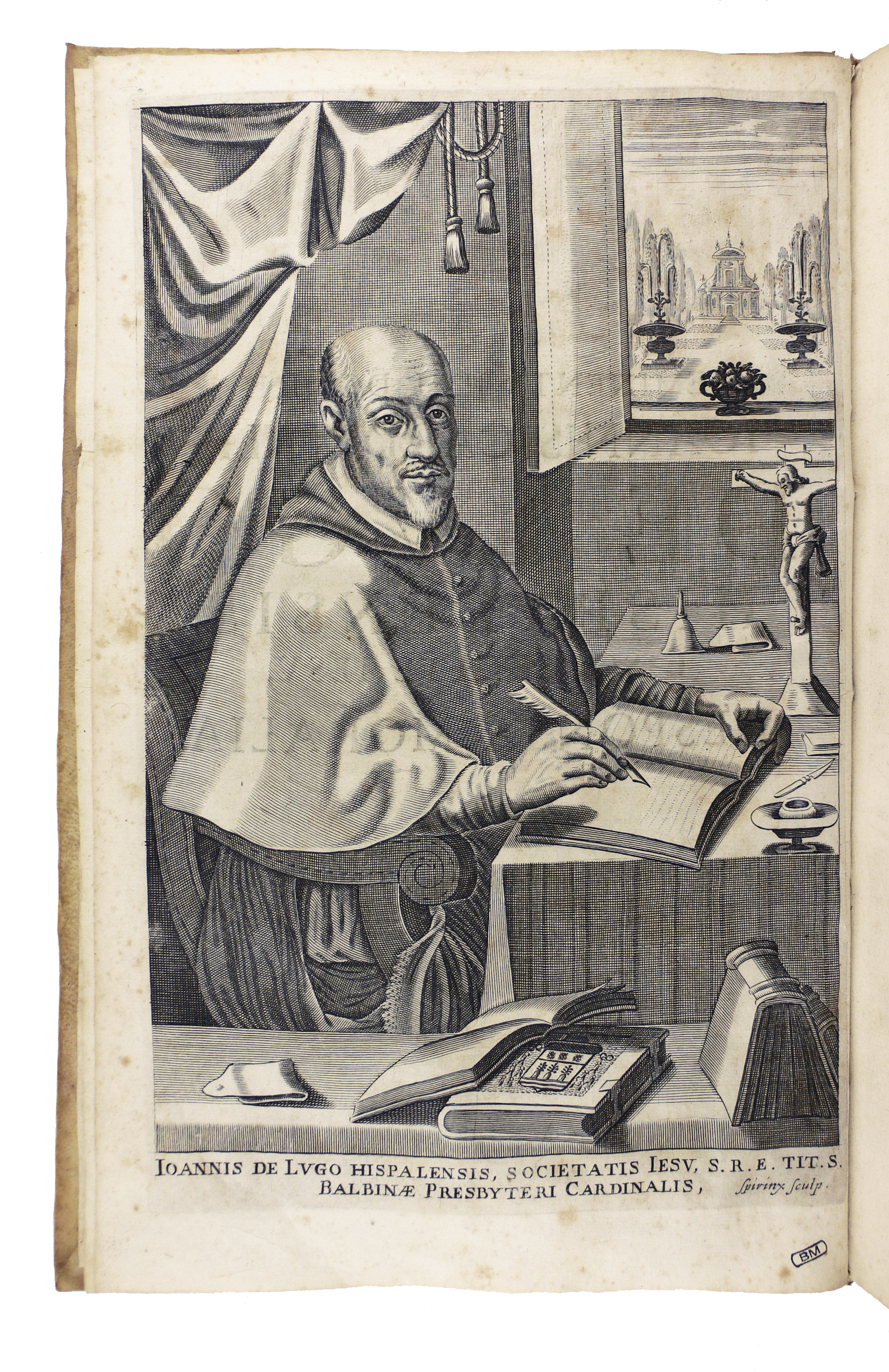
Responsorum moralium, 1651.

1636 - De Venerabili Eucharistiae Sacramento et de sacrosancto Missae sacrificio
1638 - De Virtute et Sacramento poenitentiae, de Suffragiis et Indulgentiis
1642 - De justitia et jure
1646 - De virtuto fidei divinae
1651 - Responsorum morialum libri sex
1716 - De Deo, de Angelis, de Actibus humanis et de Gratia

### Manuscritos
Conservados em Madrid, Salamanca, Karlsruhe e Malinas:
"De Anima"
"Philosophia"
"Logica"
"De Trinitate"
"De Visione Dei"